# Асцит
Асцит (на старогръцки: ἀσκίτης – воднянка, от на старогръцки: ἀσκός) е медицински термин от областта на гастроентерологията, с който се означава наличие на серозна течност в коремната кухина. Това състояние може да се дължи на различни причини, включително редица заболявания и прием на някои лекарствени вещества.